# مورنينغ الأسبوعية

غلاف مورنينغ الأسبوعية سنة 2014م

مورنينغ الأسبوعية (باليابانية: 週刊モーニング)، هي مجلة مانغا سينن (قصص مصورة يابانية) تنشرها كودانشا، موجهة نحو الذكور البالغين.

## سلاسل المانغا نشرت في المجلة
- فاجابوند (1998)
- بيلي بات (2008)

## وصلات خارجية
- الموقع الرسمي
 (Japanese)
- مورنينغ الأسبوعية على موقع ANN company (الإنجليزية)